# Morella chevalieri
Morella chevalieri là một loài thực vật có hoa trong họ Myricaceae. Loài này được Parra-O. mô tả khoa học đầu tiên năm 2000.